# PURPLE BUBBLE
PURPLE BUBBLE（パープルバブル）は、神奈川県横浜市港北区日吉出身の4人組ポップ・ロックバンドである。バンドは2024年5月に大学のサークル同期メンバーからなるメンバーで結成され、「あなたの憂鬱を吹き飛ばす」をコンセプトに活動している。

## 概要
2024年5月、神奈川県横浜市港北区日吉にて、大学のサークルの同期メンバーにより結成された4人組ポップロックバンドである。バンドコンセプトは「あなたの憂鬱を吹き飛ばす」であり、ポップとロックを融合させた明るくエネルギッシュなサウンドが特徴である。
2025年初頭にリリースした楽曲「ナツメグ」がTikTokでバイラルヒットし、Spotify国内バイラルチャートで最高6位を記録。インディーズバンドとしては異例の速さで注目を集めている。
2025年4月下旬時点でのSNSフォロワー数は、X（旧Twitter）が約2,300人、TikTokが約31,400人、YouTubeチャンネル登録者数が約19,300人。

## メンバー
| 名前                | 読み         | 担当楽器             | 備考                                                                                                   |
| ------------------- | ------------ | -------------------- | --- |
| K-taring            | けーたりんぐ | Vo., Gt., 作詞, 作曲 | - バンド結成の発起人の一人。 - 影響を受けたアーティストはback number。 - Xアカウント: @keita_ringring. |
| せき (Seki)         | せき         | Gt.                  | - 影響を受けたアーティストはindigo la End。 - Xアカウント: @seki_pb.                                   |
| リューセー (Ryusei) | りゅーせー   | Ba., Cho.            | - 影響を受けたアーティストはNEE。 - Xアカウント: @ryuuuuusee_pb.                                       |
| 嵐丸 (Ranmaru)      | らんまる     | Dr.                  | - バンド結成の発起人の一人。 - 影響を受けたアーティストはn-buna。 - Xアカウント: @ranmaru_drummer.     |

- メンバーの年齢は非公表[3]。
- バンド結成のきっかけは、K-taringと嵐丸がJAPAN JAMでライブを観て「自分たちもこの舞台に立ちたい」と感じたこと[3]。その後、同じ大学サークルの同期であったせきとりゅーせーを誘い結成に至った[3][6]。

## 音楽性
ポップとロックを融合させたサウンドが特徴。明るくエネルギッシュなメロディと、聴き手に寄り添う等身大の歌詞が魅力とされる。楽曲にはポジティブなメッセージが込められており、自己肯定感や前向きに進むことの大切さを歌っている。ボーカルのK-taringはback numberからの影響を公言しており、歌詞の内容にもその影響が見られるとされる。  
特に楽曲「ナツメグ」は、牧歌的な雰囲気と温かみのあるミドルテンポのサウンドから「懐かしい」「平成感」「昭和っぽい」と評されている。

## ディスコグラフィ

### シングル
| リリース日     | タイトル          | 規格                   | 備考                                                                             |
| -------------- | ----------------- | ---------------------- | -------------------------------------------------------------------------------- |
| 2024年9月30日  | クラルテ / A maze | デジタル・ダウンロード | - 両A面シングル。 - 「クラルテ」は慶應義塾大学三田祭2024オフィシャルソング.      |
| 2024年10月28日 | 愛の天秤          | デジタル・ダウンロード |                                                                                  |
| 2025年1月16日  | ナツメグ          | デジタル・ダウンロード | - ミキシング・マスタリング：原朋信。 - TikTok総いいね数20万超（リリース前時点）. |
| 2025年3月15日  | ノープラン        | デジタル・ダウンロード | - 作詞作曲：K-taring。 - ミキシング・マスタリング：原朋信.                       |
| 2025年5月10日  | ハートフル        | デジタル・ダウンロード | - 作詞作曲：K-taring                                                             |

### EP
| リリース日    | タイトル       | 規格                       | 収録曲                                                    | 備考                                          |
| ------------- | -------------- | -------------------------- | --------------------------------------------------------- | --------------------------------------------- |
| 2025年1月27日 | 幸せのスパイス | CD、デジタル・ダウンロード | 1. ナツメグ 2. クラルテ 3. 愛の天秤 4. A maze 5. dot city | 初のEP。当初はライブ会場限定でのCD販売だった. |

### 主要楽曲

#### ナツメグ
- 2025年1月16日に配信リリース[15][16]。リリース前からTikTokを中心にバイラルヒットし、配信開始時点でTikTokでの総いいね数は20万を超えていた[5][7]。
- Spotify国内バイラルチャートで最高6位を記録[5][7][8]。
- 自己肯定や後悔の肯定、他者への寄り添いを歌った歌詞が多くの共感を呼んでいる[5][7]。
- Official Live Music VideoはYouTubeで公開され、100万回再生を突破している[9][21]。DAMでも配信されている[22]。

#### クラルテ / A maze
- 2024年9月30日にリリースされた両A面シングル[13][3]。
- 「クラルテ」は瑞々しく疾走感のある楽曲で、慶應義塾大学三田祭2024のオフィシャルソングに選出された[14]。歌詞は先の見えない挑戦や挫折に立ち向かうことの重要性を歌っている[13]。
- 「A maze」も困難を乗り越える意志を示す内容の楽曲である。

#### 愛の天秤
- 2024年10月28日にリリース[3]。大失恋を経験したリスナーの共感を呼ぶセンチメンタルな楽曲[5]。振られた側の未練や後悔を描いている[3]。K-taringはこの曲で日本武道館でのワンマンライブを目指すと語っている[3]。

#### ノープラン
- 2025年3月15日にリリース[17]。爽快でストレートなロックンロール・ラブソング[12]。歌詞には、バンドのコンセプトである「寄り添い、憂鬱を吹き飛ばす」姿勢と、永続的な愛情の約束が込められているとされる[6][12]。rockinon.comでレビュー記事が掲載された[6]。

#### dot city
- EP『幸せのスパイス』収録曲[7]。ライブ映像の一部がYouTubeで公開されている[23]。

#### Perfect Blue
- Official Live VideoがYouTubeで公開されている[24]。現時点では未リリースの楽曲とみられる。

## 活動

### ライブ
- 主に東京都内のライブハウスを中心に活動している[3]。
- 主な過去の出演:
  - 慶應義塾大学三田祭2024 メインステージ（2024年） - 「クラルテ」がオフィシャルソング[14]。
  - EggsレコメンライブVol.23（2025年4月22日、下北沢 近松）[25][26]。
  - LIVEHOLIC presents. “革命ロジック2025“ supported by Skream! & 激ロック（2025年5月4日、下北沢 複数会場）[27]。
- ワンマンライブ:
  - 結成1周年記念ワンマンライブ「ハートフル」（2025年5月9日、下北沢 MOSAiC） - チケットは完売[9][28][29]。
- 今後の出演予定 (2025年):
  - VOI SQUARE CAT「開幕劇」Release Tour（5月24日）[9]
  - Groggy-Froogy pre. 『Fight Club vol.2』（5月25日）[29]
  - HOT STUFF presents Ruby Tuesday 61（5月27日）[29]
  - 見放題大阪2025（7月5日）[9]
  - 見放題名古屋2025（7月6日）[9]

## 評価
- rockinon.comは、バンドの初期衝動的なエネルギー、メロディの良さ、楽曲に含まれる感情的な深さを評価している[2][6][12]。
- TuneCore Japanのウェブマガジン「THE MAGAZINE」は、彼らの音楽が持つ普遍的な輝きや「ナツメグ」のヒット現象、「愛の天秤」が持つ共感性を称賛している[5][7]。
- 音楽メディア「IMALAB」のプレイリストに選出され、インタビュー記事も掲載された[3]。
- 下北沢のライブハウス「LIVEHOLIC」の注目新人紹介企画「PICK UP! ROOKIES」に選出された[8][30]。

## 今後の展望
バンド自身も2025年を「PURPLE BUBBLEの飛躍の年」と位置付けており、新曲のリリースやライブ活動のさらなる拡大を計画している。最終的な目標として日本武道館でのワンマンライブ開催を掲げている。

## ソーシャルメディア
- X, Instagram, TikTok, YouTubeなどのプラットフォームを活用している[9][10][11][31]。各プラットフォームへのリンクはLinktreeサービス (lit.link/purplebubble) に集約されている[32]。
- X (@PURPLEBUBBLE24_): ライブ告知、リリース情報、ミュージックビデオの再生回数報告、未発表曲のクリップなどを発信している[9]。
- TikTok (@purple.bubble_official): 楽曲「ナツメグ」がバイラルヒットするきっかけとなったプラットフォーム。ライブ映像の切り抜きなどが投稿されている[10][5][7]。
- YouTube (@PURPLEBUBBLE-ox6iy): ミュージックビデオ、ライブ映像、EPのティザー動画などを公開している[11][21][24]。チャンネルURL: 。
- Instagram (@purple.bubble_official): ハッシュタグ「#邦ロック」を用いた投稿などを展開している[31]。